# 克里斯蒂安·吉勒
克里斯蒂安·吉勒（德語：Christian Gille，1979年1月6日—），德国男子皮划艇运动员。他曾代表德国参加2000年、2004年和2008年夏季奥林匹克运动会皮划艇比赛，获得一枚金牌、一枚银牌和一枚铜牌。